# End-of-year Internationals 2009
Die End-of-year Internationals 2009 (auch als Autumn Internationals 2009 bezeichnet) waren eine vom 31. Oktober bis zum 5. Dezember 2009 stattfindende Serie von internationalen Rugby-Union-Spielen zwischen Mannschaften der ersten und zweiten Stärkeklasse.
Australien versuchte eine Grand Slam Tour zu absolvieren, dieses Vorhaben scheiterte jedoch an einem Unentschieden gegen Irland und einer Niederlage gegen Schottland. Zudem absolvierte Australien wie im Vorjahr ein Spiel um den Bledisloe Cup gegen Neuseeland im Ausland, diesmal in Tokio.

## Ergebnisse

### Woche 1
| 31. Oktober 2009 17:40 JST | Australien                                                                                    | 19 : 32         | Neuseeland | Nationalstadion, Tokio Zuschauer: 44.449 Schiedsrichter: Mark Lawrence (Südafrika) |
| 31. Oktober 2009 17:40 JST | Versuche: Hynes 34. erh. Erhöhungen: Giteau (1/1) Straftritte: Giteau (4/5) 5., 11., 28., 71. | (16:13) Bericht | Versuche: Sivivatu 20. erh. Smith 45. erh. Erhöhungen: Carter (2/2) Straftritte: Carter (6/6) 14., 31., 61., 68., 72., 77. | Nationalstadion, Tokio Zuschauer: 44.449 Schiedsrichter: Mark Lawrence (Südafrika) |

### Woche 2
| 3. November 2009 19:45 WEZ | Gloucester Rugby           | 5 : 36         | Australien | Kingsholm Stadium, Gloucester Zuschauer: 16.500 Schiedsrichter: Andrew Small (England) |
| 3. November 2009 19:45 WEZ | Versuche: Burns 25. n.erh. | (5:17) Bericht | Versuche: Cross 14. erh. Smith 30. erh. Mitchell (2) 65. erh., 75. erh. Cooper 78. n.erh. Erhöhungen: Cooper (4/5) Straftritte: Cooper 3. | Kingsholm Stadium, Gloucester Zuschauer: 16.500 Schiedsrichter: Andrew Small (England) |

| 6. November 2009 19:30 WEZ | Leicester Tigers                                                                                              | 22 : 17         | Südafrika                                                            | Welford Road Stadium, Leicester Zuschauer: 24.000 Schiedsrichter: Stuart Dickinson (Australien) |
| 6. November 2009 19:30 WEZ | Versuche: González Amorosino 26. erh. Erhöhungen: Youngs (1/1) Straftritte: Youngs (5) 9., 32., 39., 45., 58. | (16:11) Bericht | Versuche: Nokwe 7. n.erh. Straftritte: Pienaar (4) 5., 40., 65., 76. | Welford Road Stadium, Leicester Zuschauer: 24.000 Schiedsrichter: Stuart Dickinson (Australien) |

| 7. November 2009 14:30 WEZ | England                                                            | 9 : 18        | Australien | Twickenham Stadium, London Zuschauer: 80.020 Schiedsrichter: Bryce Lawrence (Neuseeland) |
| 7. November 2009 14:30 WEZ | Straftritte: Wilkinson (2/3) 8., 25. Dropgoals: Wilkinson (1/2) 3. | (9:5) Bericht | Versuche: Genia 21. n.erh. Ashley-Cooper 72. erh. Erhöhungen: Giteau (1/2) Straftritte: Giteau (2/2) 45., 60. | Twickenham Stadium, London Zuschauer: 80.020 Schiedsrichter: Bryce Lawrence (Neuseeland) |

| 7. November 2009 16:30 WEZ | Portugal              | 9 : 12        | Namibia                  | Estádio Universitário de Lisboa, Lissabon Schiedsrichter: Chris White (England) |
| 7. November 2009 16:30 WEZ | Straftritte: Leal (3) | (6:6) Bericht | Straftritte: Wessels (4) | Estádio Universitário de Lisboa, Lissabon Schiedsrichter: Chris White (England) |

| 7. November 2009 17:15 WEZ | Wales                                     | 12 : 19       | Neuseeland                                                                                  | Millennium Stadium, Cardiff Zuschauer: 74.330 Schiedsrichter: Craig Joubert (Südafrika) |
| 7. November 2009 17:15 WEZ | Straftritte: Jones (3) 17., 34., 66., 74. | (6:6) Bericht | Versuche: Hore 56. erh. Erhöhungen: Carter (1/1) Straftritte: Carter (4) 11., 20., 42., 64. | Millennium Stadium, Cardiff Zuschauer: 74.330 Schiedsrichter: Craig Joubert (Südafrika) |

### Woche 3
| 13. November 2009 19:00 MEZ | Italien A | 33 : 6         | Rumänien                        | Stadio Comunale Beltrametti, Piacenza Schiedsrichter: Roman Poite (Frankreich) |
| 13. November 2009 19:00 MEZ | Versuche: Buso 6. Derbyshire 49. Sepe 67. Quartaroli 80. Erhöhungen: Bocchino (2/4) Straftritte: Bocchino (3) 15., 19., 47. | (11:6) Bericht | Straftritte: Vlaicu (2) 3., 25. | Stadio Comunale Beltrametti, Piacenza Schiedsrichter: Roman Poite (Frankreich) |

| 13. November 2009 19:00 WEZ | Irland A                                                                                                 | 48 : 19         | Tonga                                               | Ravenhill Stadium, Belfast Zuschauer: 3.777 Schiedsrichter: Bryce Lawrence (Neuseeland) |
| 13. November 2009 19:00 WEZ | Versuche: Wilkinson Trimble Cave (2) Best Duffy Keatley Erhöhungen: Humphreys Straftritte: Humphreys (3) | (21:14) Bericht | Versuche: Lilo Hufanga Taula Erhöhungen: Morath (2) | Ravenhill Stadium, Belfast Zuschauer: 3.777 Schiedsrichter: Bryce Lawrence (Neuseeland) |

| 13. November 2009 19:30 WEZ | Wales                                                            | 17 : 13        | Samoa                                                                   | Millennium Stadium, Cardiff Zuschauer: 58.907 Schiedsrichter: Peter Fitzgibbon (Irland) |
| 13. November 2009 19:30 WEZ | Versuche: Halfpenny 6. n.erh. Straftritte: Biggar (3), Halfpenny | (11:6) Bericht | Versuche: Mapusua 62. erh. Erhöhungen: Fili (1/1) Straftritte: Fili (2) | Millennium Stadium, Cardiff Zuschauer: 58.907 Schiedsrichter: Peter Fitzgibbon (Irland) |

| 13. November 2009 20:45 MEZ | Frankreich                                                            | 20 : 13         | Südafrika                                                                                               | Stadium Municipal, Toulouse Zuschauer: 34.889 Schiedsrichter: Wayne Barnes (England) |
| 13. November 2009 20:45 MEZ | Versuche: Clerc 31. n.erh. Straftritte: Dupuy (4/7) 5., 40., 49., 61. | (11:13) Bericht | Versuche: Smit 29. erh. Erhöhungen: Steyn (1/1) Straftritte: Steyn (1/2) 19. Dropgoals: Steyn (1/1) 24. | Stadium Municipal, Toulouse Zuschauer: 34.889 Schiedsrichter: Wayne Barnes (England) |

- Vor dem Anpfiff sang Ras Dumisani die südafrikanische Nationalhymn absichtlich derart schlecht, dass er damit eine Kontroverse auslöste. Außerdem achte ihn die südafrikanische Presse für die Niederlage der Springboks verantwortlich, da die Spieler irritiert gewesen seien.[1]

| 14. November 2009 14:30 WEZ | England | 16 : 9        | Argentinien                                | Twickenham Stadium, London Zuschauer: 78.743 Schiedsrichter: Nigel Owens (Wales) |
| 14. November 2009 14:30 WEZ | Versuche: Banahan 71. erh. Erhöhungen: Wilkinson (1/1) Straftritte: Wilkinson (2/5) 20., 39. Dropgoals: Wilkinson (1/1) 6. | (9:9) Bericht | Straftritte: Rodríguez (3/6) 13., 25., 37. | Twickenham Stadium, London Zuschauer: 78.743 Schiedsrichter: Nigel Owens (Wales) |

| 14. November 2009 14:30 WEZ | Schottland | 23 : 10        | Fidschi                                                                          | Murrayfield Stadium, Edinburgh Zuschauer: 21.826 Schiedsrichter: Chris White (England) |
| 14. November 2009 14:30 WEZ | Versuche: Beattie 21. erh. Morrison 51. erh. Erhöhungen: Godman (2/2) Straftritte: Godman (3/4) 14., 28., 34. | (16:7) Bericht | Versuche: Goneva 38. erh. Erhöhungen: Little (1/1) Straftritte: Little (1/2) 63. | Murrayfield Stadium, Edinburgh Zuschauer: 21.826 Schiedsrichter: Chris White (England) |

| 14. November 2009 15:00 MEZ | Italien                          | 6 : 20         | Neuseeland                                                                     | Giuseppe-Meazza-Stadion, Mailand Zuschauer: 80.074 Schiedsrichter: Stuart Dickinson (Australien) |
| 14. November 2009 15:00 MEZ | Straftritte: Gower (2/3) 5., 66. | (3:14) Bericht | Versuche: Flynn 30. n.erh. Straftritte: McAlister (5/8) 8., 15., 43., 50., 80. | Giuseppe-Meazza-Stadion, Mailand Zuschauer: 80.074 Schiedsrichter: Stuart Dickinson (Australien) |

| 14. November 2009 16:15 MZ | Georgien                                                                                           | 24 : 22         | Argentina Jaguares                                                                           | Boris-Paitschadse-Nationalstadion, Tiflis Schiedsrichter: Marius Jonker (Südafrika) |
| 14. November 2009 16:15 MZ | Versuche: Chintschagischwili Zibzibadse Erhöhungen: Kwirikaschwili Straftritte: Kwirikaschwili (4) | (21:12) Bericht | Versuche: Landajo Erhöhungen: Viazzo Straftritte: Bustos Moyano (3) Viazzo Dropgoals: Viazzo | Boris-Paitschadse-Nationalstadion, Tiflis Schiedsrichter: Marius Jonker (Südafrika) |

| 15. November 2009 14:00 JST | Japan | 46 : 8         | Kanada                                                         | Sendai-Stadion, Sendai Zuschauer: 6.164 Schiedsrichter: Keith Brown (Neuseeland) |
| 15. November 2009 14:00 JST | Versuche: Leitch 9. n.erh. Kikutani 37. erh. Aruga 39. erh. Tupuailei 48. erh. Onozawa 51. erh. Horie 75. erh. Erhöhungen: Webb (4/5) Arlidge (1/1) Straftritte: Webb (2/3) 20., 23. | (25:3) Bericht | Versuche: Hirayama 79. n.erh. Straftritte: Pritchard (1/2) 17. | Sendai-Stadion, Sendai Zuschauer: 6.164 Schiedsrichter: Keith Brown (Neuseeland) |

| 15. November 2009 15:00 WEZ | Irland                                                                                                 | 20 : 20        | Australien                                                                                            | Croke Park, Dublin Zuschauer: 69.886 Schiedsrichter: Jonathan Kaplan (Südafrika) |
| 15. November 2009 15:00 WEZ | Versuche: Bowe 57. erh. O’Driscoll 79. erh. Erhöhungen: O’Gara (2/2) Straftritte: O’Gara (2/2) 5., 21. | (6:10) Bericht | Versuche: Mitchell 2. erh. Elsom 62. erh. Erhöhungen: Giteau (2/2) Straftritte: Giteau (2/4) 24., 54. | Croke Park, Dublin Zuschauer: 69.886 Schiedsrichter: Jonathan Kaplan (Südafrika) |

### Woche 4
| 17. November 19:30 WEZ | Saracens                                                                                     | 24 : 23        | Südafrika                                                             | Wembley Stadium, London Zuschauer: 46.281 Schiedsrichter: James Jones (Wales) |
| 17. November 19:30 WEZ | Versuche: Joubert Barritt Erhöhungen: Hougaard Straftritte: Hougaard (3) Dropgoals: Hougaard | (6:18) Bericht | Versuche: de Jongh Nokwe Erhöhungen: Pienaar Straftritte: Pienaar (2) | Wembley Stadium, London Zuschauer: 46.281 Schiedsrichter: James Jones (Wales) |

| 20. November 2009 19:00 | Italien A                            | 8 : 7         | Georgien                                         | Stadio Bruseschi, Palmanova Schiedsrichter: Peter Fitzgibbon (Irland) |
| 20. November 2009 19:00 | Versuche: Buso Straftritte: Bocchino | (0:7) Bericht | Versuche: Samcharadse Erhöhungen: Kwirikaschwili | Stadio Bruseschi, Palmanova Schiedsrichter: Peter Fitzgibbon (Irland) |

| 20. November 2009 19:30 WEZ | Schottland A | 38 : 7         | Tonga                                  | Netherdale, Galashiels Schiedsrichter: Alan Lewis (Irland) |
| 20. November 2009 19:30 WEZ | Versuche: Laidlaw Thompson Cairns Southwell Robertson Erhöhungen: Thompson (3) Gregor (2) Straftritte: Thompson | (14:0) Bericht | Versuche: Faʻatafehi Erhöhungen: Turat | Netherdale, Galashiels Schiedsrichter: Alan Lewis (Irland) |

| 21. November 2009 14:05 JST | Japan | 27 : 6         | Kanada                                                 | Prinz-Chichibu-Rugbystadion, Tokio Zuschauer: 10.175 Schiedsrichter: Vinny Munro (Neuseeland) |
| 21. November 2009 14:05 JST | Versuche: Aruga 9. n.erh. Hatakeyama 20. erh. Leitch 48. erh. Gorōmaru 72. n.erh. Erhöhungen: Nicholas (1/3) Webb (1/1) Straftritte: Webb (1/2) 21. | (12:3) Bericht | Straftritte: Pritchard (1/1) 23. Ander Monro (1/1) 46. | Prinz-Chichibu-Rugbystadion, Tokio Zuschauer: 10.175 Schiedsrichter: Vinny Munro (Neuseeland) |

| 21. November 2009 14:30 WEZ | England                               | 6 : 19        | Neuseeland                                                                                     | Twickenham Stadium, London Zuschauer: 80.676 Schiedsrichter: Jonathan Kaplan (Südafrika) |
| 21. November 2009 14:30 WEZ | Straftritte: Wilkinson (2/2) 15., 25. | (6:6) Bericht | Versuche: Cowan 56. erh. Erhöhungen: Carter (1/1) Straftritte: Carter (4/6) 23., 29., 46., 67. | Twickenham Stadium, London Zuschauer: 80.676 Schiedsrichter: Jonathan Kaplan (Südafrika) |

| 21. November 2009 14:30 WEZ | Wales                                                                                   | 33 : 16        | Argentinien                                                          | Millennium Stadium, Cardiff Zuschauer: 53.082 Schiedsrichter: George Clancy (Irland) |
| 21. November 2009 14:30 WEZ | Versuche: Jones Williams (2) Erhöhungen: Jones (3) Straftritte: Jones (2) Halfpenny (2) | (13:3) Bericht | Versuche: Rodríguez Erhöhungen: Rodríguez Straftritte: Rodríguez (3) | Millennium Stadium, Cardiff Zuschauer: 53.082 Schiedsrichter: George Clancy (Irland) |

| 21. November 2009 15:00 WEZ | Portugal                                                   | 13 : 24        | Argentina Jaguares                                                                   | Estádio Universitário de Lisboa, Lissabon Schiedsrichter: Stuart Dickinson (Australien) |
| 21. November 2009 15:00 WEZ | Versuche: Acosta Erhöhungen: Leal Straftritte: Cabral Leal | (10:8) Bericht | Versuche: Agulla Strafversuch Erhöhungen: Sánchez Straftritte: González Iglesias (4) | Estádio Universitário de Lisboa, Lissabon Schiedsrichter: Stuart Dickinson (Australien) |

| 21. November 2009 15:00 MEZ | Italien                                                                  | 10 : 32        | Südafrika | Stadio Friuli, Udine Zuschauer: 31.482 Schiedsrichter: Alain Rolland (Irland) |
| 21. November 2009 15:00 MEZ | Versuche: García 31. erh. Erhöhungen: Gower (1/1) Straftritte: Gower 59. | (7:12) Bericht | Versuche: Habana 5. n.erh. Fourie 13. erh. du Preez 52. erh. Olivier 72. erh. Erhöhungen: Steyn (2) Pienaar (1) Straftritte: Steyn (2) 46., 64. | Stadio Friuli, Udine Zuschauer: 31.482 Schiedsrichter: Alain Rolland (Irland) |

| 21. November 2009 17:15 WEZ | Irland | 41 : 6         | Fidschi                           | RDS Arena, Dublin Zuschauer: 16.500 Schiedsrichter: Marius Jonker (Südafrika) |
| 21. November 2009 17:15 WEZ | Versuche: Earls 18. erh., 62. erh. O’Driscoll 45. erh. Kearney 67. erh. Horgan 76. erh. Erhöhungen: Sexton (5/5) Straftritte: Sexton (2/2) 9., 40. | (13:3) Bericht | Straftritte: Little (2/3) 27, 43. | RDS Arena, Dublin Zuschauer: 16.500 Schiedsrichter: Marius Jonker (Südafrika) |

| 21. November 2009 17:15 WEZ | Schottland                                                       | 9 : 8         | Australien                                              | Murrayfield Stadium, Edinburgh Zuschauer: 44.762 Schiedsrichter: Romain Poite (Frankreich) |
| 21. November 2009 17:15 WEZ | Straftritte: Godman (2/3) 27., 56. Dropgoals: Paterson (1/1) 75. | (3:3) Bericht | Versuche: Cross 80. n.erh. Straftritte: Giteau (1/3) 4. | Murrayfield Stadium, Edinburgh Zuschauer: 44.762 Schiedsrichter: Romain Poite (Frankreich) |

| 21. November 2009 18:00 MEZ | Frankreich | 43 : 5         | Samoa                       | Stade de France, Saint-Denis Zuschauer: 67.834 Schiedsrichter: Dave Pearson (England) |
| 21. November 2009 18:00 MEZ | Versuche: Szarzewski 2. erh. Clerc 7. erh. Jauzion 13. erh. Dusautoir 30. erh. Fall 36. n.erh. Trinh-Duc (2) 60. n.erh., 65. n.erh. Erhöhungen: Parra (4/6) | (33:0) Bericht | Versuche: Tekori 72. n.erh. | Stade de France, Saint-Denis Zuschauer: 67.834 Schiedsrichter: Dave Pearson (England) |

### Woche 5
| 24. November 2009 19:35 WEZ | Cardiff Blues               | 3 : 31         | Australien | Cardiff City Stadium, Cardiff Schiedsrichter: James Jones (Wales) |
| 24. November 2009 19:35 WEZ | Straftritte: Blair (1/1) 3. | (3:17) Bericht | Versuche: Cross Beale (2) 38. erh., 80. erh. Morahan 76. erh. Erhöhungen: O’Connor (4/4) Straftritte: O’Connor (1/1) 21. | Cardiff City Stadium, Cardiff Schiedsrichter: James Jones (Wales) |

| 27. November 2009 19:30 WEZ | Irland A                                                                | 31 : 0         | Argentina Jaguares | Tallaght Stadium, Dublin Zuschauer: 4.016 Schiedsrichter: Peter Allan (Schottland) |
| 27. November 2009 19:30 WEZ | Versuche: Caldwell Dowling Fogarty Murphy (2) Erhöhungen: Humphreys (3) | (12:0) Bericht |                    | Tallaght Stadium, Dublin Zuschauer: 4.016 Schiedsrichter: Peter Allan (Schottland) |

| 28. November 2009 14:00 PST | Kanada                                                               | 22 : 6        | Russland                         | Swangard Stadium, Burnaby Zuschauer: 4.200 Schiedsrichter: Chris Henshall (USA) |
| 28. November 2009 14:00 PST | Versuche: Carpenter Erhöhungen: Pritchard Straftritte: Pritchard (4) | (6:6) Bericht | Erhöhungen: Juri Kuschnarjow (2) | Swangard Stadium, Burnaby Zuschauer: 4.200 Schiedsrichter: Chris Henshall (USA) |

| 28. November 2009 14:30 WEZ | Irland                                            | 15 : 10        | Südafrika                                                                    | Croke Park, Dublin Zuschauer: 74.950 Schiedsrichter: Nigel Owens (Wales) |
| 28. November 2009 14:30 WEZ | Straftritte: Sexton (5/7) 10., 30., 48., 52., 68. | (6:10) Bericht | Versuche: Burger 16. erh. Erhöhungen: Steyn (1/1) Dropgoals: Steyn (1/2) 24. | Croke Park, Dublin Zuschauer: 74.950 Schiedsrichter: Nigel Owens (Wales) |

| 28. November 2009 14:30 WEZ | Schottland                         | 6 : 9         | Argentinien                                             | Murrayfield Stadium, Edinburgh Zuschauer: 30.000 Schiedsrichter: Alan Lewis (Irland) |
| 28. November 2009 14:30 WEZ | Straftritte: Godman (2/2) 13., 35. | (6:0) Bericht | Straftritte: Rodríguez (2/2) Dropgoals: Rodríguez (1/1) | Murrayfield Stadium, Edinburgh Zuschauer: 30.000 Schiedsrichter: Alan Lewis (Irland) |

| 28. November 2009 15:00 WEZ | Portugal                                                                       | 19 : 24        | Tonga                                                                         | Estádio Universitário de Lisboa, Lissabon Schiedsrichter: James Jones (Wales) |
| 28. November 2009 15:00 WEZ | Versuche: Uva Erhöhungen: Cabral Straftritte: Cabral (2) Dropgoals: Cabral (2) | (19:8) Bericht | Versuche: Vaiomoʻunga Vakaloa Erhöhungen: Morath Straftritte: Hola Morath (3) | Estádio Universitário de Lisboa, Lissabon Schiedsrichter: James Jones (Wales) |

| 28. November 2009 15:00 MEZ | Italien | 24 : 6         | Samoa                            | Stadio Cino e Lillo Del Duca, Ascoli Piceno Zuschauer: 17.110 Schiedsrichter: Christophe Berdos (Frankreich) |
| 28. November 2009 15:00 MEZ | Versuche: McLean 7. erh. Strafversuch 77. Erhöhungen: Bergamasco (1/2) Straftritte: Bergamasco (2/2) 7., 21. Gower (1/1) 37. Dropgoals: Tebaldi (1/1) 50. | (14:6) Bericht | Straftritte: Esau (2/4) 12., 40. | Stadio Cino e Lillo Del Duca, Ascoli Piceno Zuschauer: 17.110 Schiedsrichter: Christophe Berdos (Frankreich) |

| 28. November 17:15 WEZ | Wales                                                      | 12 : 33         | Australien | Millennium Stadium, Cardiff Zuschauer: 74.339 Schiedsrichter: Wayne Barnes (England) |
| 28. November 17:15 WEZ | Straftritte: Jones (3/4) 21., 30., 40. Halfpenny (1/1) 17. | (12:23) Bericht | Versuche: Ioane 7. n.erh. Horwill 19. n.erh. Pocock 24. erh. Polota-Nau 62. erh. Erhöhungen: Giteau (2/4) Straftritte: Giteau (3/3) 2., 31., 57. | Millennium Stadium, Cardiff Zuschauer: 74.339 Schiedsrichter: Wayne Barnes (England) |

| 28. November 2009 19:15 OEZ | Rumänien                                                    | 18 : 29        | Fidschi                                                                               | Stadionul Arcul de Triumf, Bukarest Schiedsrichter: Jérôme Garcès (Frankreich) |
| 28. November 2009 19:15 OEZ | Versuche: Balan Rus Erhöhungen: Gal Straftritte: Vlaicu (2) | (11:7) Bericht | Versuche: Goneva Nagusa Nakaidawa Ratu Erhöhungen: Matavesi (3) Straftritte: Matavesi | Stadionul Arcul de Triumf, Bukarest Schiedsrichter: Jérôme Garcès (Frankreich) |

| 28. November 2009 20:45 MEZ | Frankreich                                                           | 12 : 39         | Neuseeland | Stade Vélodrome, Marseille Zuschauer: 60.000 Schiedsrichter: Alain Rolland (Irland) |
| 28. November 2009 20:45 MEZ | Straftritte: Dupuy (3/3) 3., 16., 20. Dropgoals: Trinh-Duc (1/1) 36. | (12:22) Bericht | Versuche: Sivivatu 7. erh. Muliaina 23. n.erh. Kaino 34. erh. Jane 65. erh. Smith 77. erh. Erhöhungen: Carter (4/5) Straftritte: Carter (2/2) 30., 54. | Stade Vélodrome, Marseille Zuschauer: 60.000 Schiedsrichter: Alain Rolland (Irland) |

### Woche 6
| 5. Dezember 2009 14:30 WEZ | Barbarians | 25 : 18         | Neuseeland                                                                                            | Twickenham Stadium, London Zuschauer: 63.554 Schiedsrichter: Christophe Berdos (Frankreich) |
| 5. Dezember 2009 14:30 WEZ | Versuche: Habana (3) 10. erh., 40. erh., 68. n.erh. Erhöhungen: Giteau (2/3) Straftritte: Giteau (1) Steyn (1) | (14:10) Bericht | Versuche: Smith 23. erh. Boric 67. n.erh. Erhöhungen: Donald (1/2) Straftritte: Donald (1) Delany (1) | Twickenham Stadium, London Zuschauer: 63.554 Schiedsrichter: Christophe Berdos (Frankreich) |